# Pesta septicèmica
La pesta septicèmica és una de les tres formes principals de pesta. És causada pel Yersinia pestis, una espècie de
bacteri gramnegatiu. La pesta septicèmica és una infecció de la sang que pot ser mortal, i que habitualment es propaga per picades de puces infectades. D'un a set dies després de l'exposició al bacteri, es desenvolupen símptomes semblants a la grip. Aquests símptomes són febre, mals de cap i vòmits. La simptomatologia són els ganglis limfàtics inflats i dolor a la zona més propera a on els bacteris patògens han entrat a la pell. De vegades, els ganglis inflamats poden obrir-se.
Igual que altres formes de sèpsia gram-negatives, la pesta septicèmica pot causar coagulació intravascular disseminada, i si no es tracta és gairebé sempre fatal. Tanmateix, les infeccions per Yersinia només tenen lloc en una minoria de casos. És la més rara de les tres varietats de pesta; les altres formes són la pesta bubònica i la pesta pneumònica.

## Signes i símptomes
Els símptomes habituals són:
- Dolor abdominal

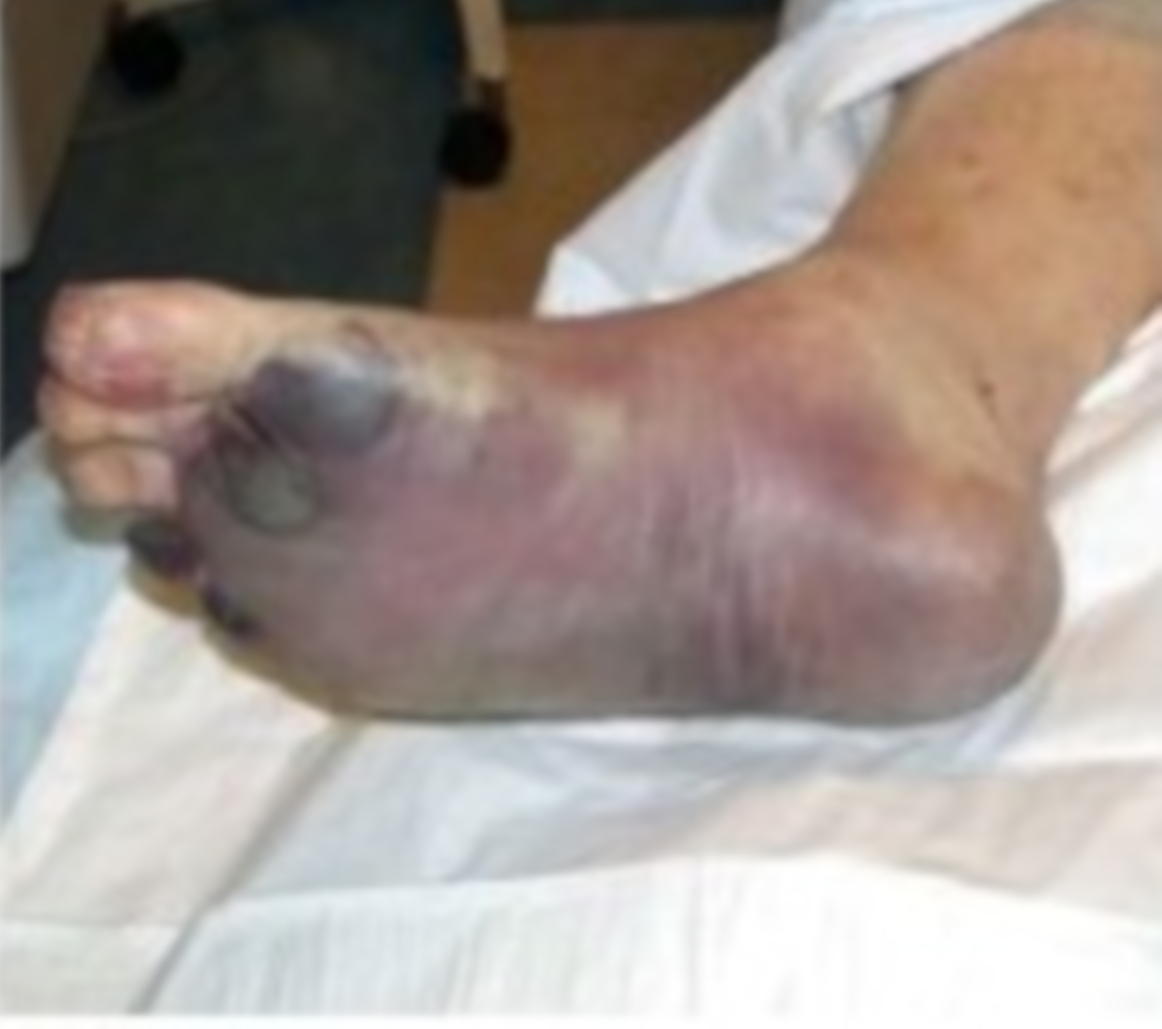
Un peu necrotitzat afectat per la pesta septicèmica

- Hemorràgies subcutànies a causa de problemes de coagulació
- Hemorràgia de boca, nas o recte
- Diarrea
- Febre
- Calfreds
- Hipotensió arterial
- Nàusees
- Fallades orgàniques
- Vòmits, possiblement de sang
- Xoc
- Mort de teixit (gangrena), causant ennegriment en extremitats, majoritàriament dits de les mans, dits dels peus i nas
- Respiració amb dificultat

Tanmateix, la pesta septicèmica pot causar la mort abans que apareguin aquests símptomes. També cal tenir en compte que els símptomes anteriors són comuns a moltes malalties humanes, i no es consideren un diagnòstic distintiu de cap forma de pesta.

## Causa

### Transmissió
Les infeccions per Yersinia en humans acostumen a ser el resultat de la picada d'una puça infectada o ocasionalment un mamífer infectat, però de la mateixa manera que la majoria de malalties sistèmiques bacterianes, la malaltia es pot ser transmetre a través d'una ferida en la pell o per inhalació de gotetes de líquid contaminades, com per exemple provinent d'esternuts o de tos. En ambdós casos, però, pot no produir-se una pesta septicèmica de manera directa, però ocasionalment succeeix que, per exemple, la pesta bubònica porta a una infecció de la sang, la qual cosa provoca una pesta septicèmica. Si resulta que els bacteris entren al torrent sanguini en comptes d'a la limfa o als pulmons, es multipliquen en la sang, causant bacterièmia i sèpsia severa. En la pesta septicèmica, les endotoxines bacterianes causen coagulació intravascular disseminada (CID), on es formen petits coàguls de sang per tot el cos, la qual cosa acostuma a provocar una necrosi isquèmica localitzada, mort del teixit deguda a la falta d'irrigació, i perfusió.
La CID provoca una disminució dels recursos coagulants del cos, de manera que ja no poden controlar el sagnat. En conseqüència, la sang sense coagular provoca hemorràgies dins de la pell i altres òrgans, provocant erupcions de color vermell o negre, i hematèmesi (vomitar sang) o hemoptisi (escupir sang). Les erupcions poden provocar inflamacions localitzades de la pell que semblen picades d'insectes, normalment vermelles, ocasionalment amb una coloració blanca en el centre.
La pesta septicèmica és causada per una transmissió horitzontal i directa. La transmissió horitzontal és la transmissió d'una malaltia d'un individu a un altre independentment de la relació sanguínia. La transmissió directa esdevé per de contacte físic proper amb individus, a través de la utilització de l'aire comú, per picada directa d'una puça o un rosegador infectat. La majoria de rosegadors comuns poden ser portadors dels bacteris, com per exemple els lepòrids, en concret els conills.
Alguns portadors significatius dels bacteris en els Estats Units són:
- rates
- gossos de les praderies
- esquirols
- conills

La freqüència més gran d'infeccions per pesta en humans és a l'Àfrica. Els bacteris apareixen generalment en àrees rurals i allà on hi ha una higiene pobra, superpoblació, i gran concentració de rosegadors en àrees urbanes. Algunes activitats a l'aire lliure, com senderisme, acampada o caça, realitzades en zones on es poden trobar animals infectats amb la pesta, augmenten el risc de contraure la pesta septicèmica, de la mateixa manera que algunes feines com veterinària o altres de relacionades amb animals.

## Diagnòstic
Un doctor o un veterinari realitza un examen físic que inclou preguntar sobre la història mèdica i les fonts possibles d'exposició. La prova podria incloure:
- Mostres de sang (per detectar anticossos)
- Mostres de cultura de fluids de cos (control pels bacteris Yersinia pestis)
- Proves de ronyó i fetge
- Comprovar el sistema limfàtic per buscar signes d'infecció
- Examinar fluïds de cos per buscar signes anormals
- Comprovar si hi ha inflamació
- Comprovar si hi ha signes de deshidratació
- Comprovar si hi ha febre
- Comprovar si hi ha infecció de pulmó[5]

## Prevenció
Per tal d'evitar una infecció per pesta septicèmica, cal seguir els següents passos i recomanacions:
- Els cuidadors de pacients infectats han de portar màscares, guants, ulleres i bates
- Prendre antibiòtics si ha ocorregut un contacte proper amb pacient infectat
- Ús d'insecticides per tota la casa
- Evitar contacte amb rosegadors morts o gats malalts
- Col·locar trampes si hi ha ratolins o rates al voltant de la casa
- No permetre que els animals de companyia vagin a zones on la pesta és comuna
- Control de antipuces i tractament per a animals (especialment rosegadors)

## Tractament
Un primer pas en el tractament de la pesta septicèmica en humans és començar aviat amb l'administració d'antibiòtics. Es pot utilitzar algun dels antibiòtics següents:
- Estreptomicina
- Gentamicina
- Tetraciclina o Doxiciclina
- Cloramfenicol
- Ciprofloxacina

Els ganglis limfàtics poden requerir un drenatge, i el pacient necessitarà control constant.
En animals, es poden utilitzar antibiòtics com la tetraciclina o la doxiciclina. En casos de deshidratació pot ajudar un goteig intravenós. També es pot utilitzar un tractament contra les puces. En alguns casos, l'eutanàsia pot ser la millor opció per impedir la propagació.

## Pronòstic
La pesta septicèmica, si no es tracta, gairebé sempre és mortal. Un tractament immediat amb antibiòtics redueix l'índex de mortalitat a valors d'entre un 4 i un 15 per cent. La mort és gairebé inevitable si el tractament triga més d'aproximadament 24 hores, i algunes persones poden fins i tot morir en el mateix dia que manifesten la malaltia.

## Epidemiologia
L'any 2015, Taylor Gaes, un nen de 16 anys de Larimer County (al nord de Colorado), va contreure la pesta septicèmica i posteriorment va morir després de ser picat per una puça que havia mossegat un rosegador en la propietat rural de la seva família. Només tres persones a Colorado havien contret els bacteris en els 30 anys anteriors.

## Història
La pesta septicèmica era la menys comuna de les tres varietats de pesta que van ocórrer durant la Pesta Negra de 1348 a 1350 (les altres dues són la pesta bubònica i la pesta pneumònica). Com les altres, la pesta septicèmica es va propagar des de l'Est a través de les rutes comercials en la mar Negra i posteriorment a la mar Mediterrània.
Algunes grans ciutats portuàries com Venècia i Florència van rebre el cop més dur. La pèrdua massiva de població obrera a l'Europa que va seguir la Pesta Negra, que va provocar l'increment del poder negociadors de la força laboral dels serfs, fou un important factor precipitant de la Revolta dels Camperols de 1381.

## Altres animals
La pesta septicèmica és una zoonosi, una malaltia que generalment afecta els humans a partir d'animals infectats, com rosegadors i carnívors. Les cabres, les ovelles i els camells també poden ser portadors dels bacteris. Els gats rarament desenvolupen signes clínics però poden ser infectat. Les zones que estan a l'oest les Grans Planes d'Amèrica del Nord són una regió acostumen a aparèixer animals infectats amb la pesta. També existeixen animals afectats per la pesta en molts altres països, especialment en països en desenvolupament on els controls sanitaris no són eficaços.
Els animals que generalment són portadors dels bacteris de la pesta són en gran part rosegadors i lepòrids, però els carnívors de vegades també esdevenen infectats per la seva presa. Els animals de presa no són immunes a la malaltia, i ocasionalment hi ha hagut brots de pesta, com la pesta selvàtica, que ha devastat poblacions de gossets de les praderies cuanegres i turons de peus negres.
La pesta ha estat activa en poblacions de gossets de les praderies cuanegres des de la dècada de 1960. Els brots dels Estats Units només es donen en els estas occidentals i són devastadors, amb una mortalitat propera al 100% perquè els animals no tenen cap immunitat a la pesta. Els supervivents són els que no es van infectar i les colònies que recuperen d'un brot de pesta continuen en risc.
Com que els turons de peus negres s'alimenten dels gossets de les praderies cuanegres, les poblacions salvatges dels primers també són víctimes de la pesta selvàtica. Un brot pot matar gairebé el 100% dels turons d'una població, i els exemplars supervivents generalment moren d'inanició. Les campanyes d'aplicar aerosols i vacunes han estat orientades a impedir la propagació de la pesta entre aquests animals.
En molts països del món, especialment aquells on la despesa en sistemes de salut és molt baixa i els controls sanitaris no són efectius, tenen problemes septicèmics similars.